# Mylabris unicincta
Mylabris unicincta là một loài bọ cánh cứng trong họ Meloidae. Loài này được Linell miêu tả khoa học năm 1869.